# Großer Rettenstein
Großer Rettenstein är ett berg i Österrike.   Det ligger i distriktet Kitzbühel och förbundslandet Tyrolen, i den centrala delen av landet, 300 km väster om huvudstaden Wien. Toppen på Großer Rettenstein är 2 362 meter över havet, eller 677 meter över den omgivande terrängen. Bredden vid basen är 13,1 km. Großer Rettenstein ingår i Kitzbüheler Alpen.
Terrängen runt Großer Rettenstein är bergig söderut, men norrut är den kuperad. Närmaste större samhälle är Westendorf, 12,7 km nordväst om Großer Rettenstein. 
I omgivningarna runt Großer Rettenstein växer i huvudsak blandskog. Runt Großer Rettenstein är det ganska glesbefolkat, med 34 invånare per kvadratkilometer.